# أرانتشي
أرانتشي (بالإنجليزية: Aranchi)‏ هي قرية تقع في قسم اجارود الشمالي الريفي (مقاطعة غرمي) في إيران. يقدر عدد سكانها بـ 514 نسمة بحسب إحصاء 2016.